# حكايات الخضروات في المنزل
حكايات الخضروات في المنزل (بالإنجليزية: Veggie Tales in the House) مسلسل رسوم متحركة تلفزيوني للأطفال، مبني على قصة فيلم الرسوم المتحركة حكايات الخضروات من إعداد فيل فيشر ومايك ناوروكي.
بدأ عرضه على نتفليكس في 26 نوفمبر، 2016. واستمر لأربعة مواسم من اثنان وخمسون حلقة.

## الحلقات

### نظرة عامة
| الموسم | الموسم | الحلقات | الحلقات | الإصدار الأصلي | الإصدار الأصلي |
| الموسم | الموسم | الحلقات | الحلقات | الإصدار الأول  | الإصدار الأخير |
| ------ | ------ | ------- | ------- | -------------- | -------------- |
|        | 1      | 15      | 15      | 26 نوفمبر 2014 | 17 أبريل 2015  |
|        | 2      | 11      | 11      | 25 سبتمبر 2015 | سيُعلن          |
|        | 3      | 13      | 13      | 25 مارس 2016   | سيُعلن          |
|        | 4      | 13      | 13      | 23 سبتمبر 2016 | سيُعلن          |

## وصلات خارجية
- الموقع الرسمي
- الموقع الرسمي على نتفليكس
- حكايات الخضروات في المنزل على موقع IMDb (الإنجليزية)
- حكايات الخضروات في المنزل على موقع نتفليكس (الإنجليزية)
- حكايات الخضروات في المنزل على موقع فيلمافينيتي (الإسبانية)
- حكايات الخضروات في المنزل على موقع كينوبويسك (الروسية)
- حكايات الخضروات في المنزل على موقع قاعدة بيانات الفيلم (الإنجليزية)